# Newsdesign
Newsdesign ist die Anordnung von Bildern und Texten auf einer Zeitungs- oder Zeitschriftenseite, entsprechend den redaktionellen und grafischen Richtlinien und Zielen. Während redaktionell die Ordnung der Artikel von der Wichtigkeit abhängt, spielen auch die Optik, die Lesbarkeit und die Ausgewogenheit von Text- und Bildelementen sowie die Einbindung von Anzeigen eine Rolle. Das Ergebnis ist das so genannte Layout. Heute erfolgt dieser Prozess innerhalb der Redaktion am Computer (Ganzseitenumbruch), früher war er Teil der Technik (Umbruch).
Newsdesign berücksichtigt die Prinzipien des Grafikdesigns und ist Lehrfach als Teil der journalistischen Ausbildung in den USA. 
Die Ära der modernen Zeitungen beginnt in der Mitte des 19. Jahrhunderts mit der industriellen Revolution und den wachsenden Kapazitäten für den Zeitungsdruck und den Vertrieb. Seither haben Verbesserungen in der Drucktechnik, des grafischen Designs und der redaktionellen Standards zu einer Reihe von Verbesserungen im Aussehen und der Lesbarkeit der Zeitungen geführt. Die Zeitungen des 19. Jahrhunderts waren sehr eng bedruckt, oftmals vertikal arrangiert mit vielfältigen Überschriften für jeden Artikel. Erst der digitale Drucksatz und der Ganzseitenumbruch im 20. Jahrhundert haben das Aussehen der Zeitungen entscheidend verändert.
Einige Änderungen:
- Weniger Artikel pro Seite
- Weniger, aber größere Überschriften
- Mehr Bildelemente, normalerweise Fotos, aber auch oft Kästen oder Grafiken
- Mehr Weißraum (Leerraum), auch als „Luft“ bezeichnet. Eine Seite mit zu wenig Weißraum wird „dicht“ genannt und mit zu viel Weißraum „locker“.
- Farbe

## Prozess
Layouter verwenden normalerweise Desktoppublishing-Software, um die Elemente auf der Seite direkt zu arrangieren. In der Vergangenheit, vor der digitalen Druckvorstufe, benutzten Designer „Layout dummies“, um das exakte Layout und die Elemente für jede Seite auszurichten.
Ein kompletter Layout Dummie wurde gebraucht für die Bestimmung der exakten Druckspaltenweite, bei der ein Schriftsetzer die Schrift und die Textspalten setzte. 
Mit dem fotografischen Druckprozess wurde zum Klebelayout übergegangen, wobei Druckspalten auf hochauflösenden Film auf einen finalen belichteten Druck geklebt wurde. Aus diesen Drucken wurde wiederum mit einer großen Produktionskamera ein Negativ erstellt – direkt auf eine stahlbeschichtete fotografische Platte.
Obwohl Klebelayout dem beschwerlichen Handsatz ein Ende setzte, brauchte dies dennoch ein geplantes Layout und eingepasste Druckspaltenweiten. Mitte der 1990er Jahre wurde das Klebelayout abgelöst durch den „Computer-to-Plate“-Prozess, wobei Computer-umbrochene Seiten in Dateien direkt zur fotografischen Platte übertragen wurden. Der Ersatz einiger Zwischenstufen in der Zeitungsproduktion zum direkten Plattenumbruch erlaubte eine viel größere Flexibilität und Präzision als früher.

## Design-Optionen
Nur noch teilweise bestimmen Designer bzw. Layouter die Foto- und die Schlagzeilengröße, vor allem bei Zeitschriften. Ansonsten entscheiden die Redakteure beim Ganzseitenumbruch, welche Artikel auf welcher Seite stehen und wo. Bekannte Zeitungsdesigner in den USA sind Mario Garcia, Tim Harrower, Ed Hashey, Ron Reason und Robb Montgomery.
Einige der einflussreichsten amerikanischen Zeitungen, in deren Redaktionen das Layout eine wichtige Rolle spielt, sind die Detroit Free Press, die San Jose Mercury News, die Chicago Sun Times, und der Virginian Pilot. In Deutschland sind Die Zeit, die Frankfurter Allgemeine Sonntagszeitung (FAS) und Der Tagesspiegel als Best Designed Newspaper von der Society for Newsdesign ausgezeichnet worden.